# 58 Concordia
58 Concordia è un piccolo asteroide della Fascia principale. È un asteroide di tipo C: ha quindi una superficie molto scura e una composizione carboniosa.
Concordia fu scoperto il 24 marzo 1860 da Karl Theodor Robert Luther dall'Osservatorio di Düsseldorf (situato nel distretto urbano di Bilk) in Germania, di cui era direttore dal 1851. Fu battezzato così in onore di Concordia, la dea romana dell'armonia.